# Antithemerastis
Antithemerastis is een geslacht van vlinders van de familie tandvlinders (Notodontidae).

## Soorten
- A. acrobela Turner, 1922
- A. hendersoni Kiriakoff, 1970